# Elecraft

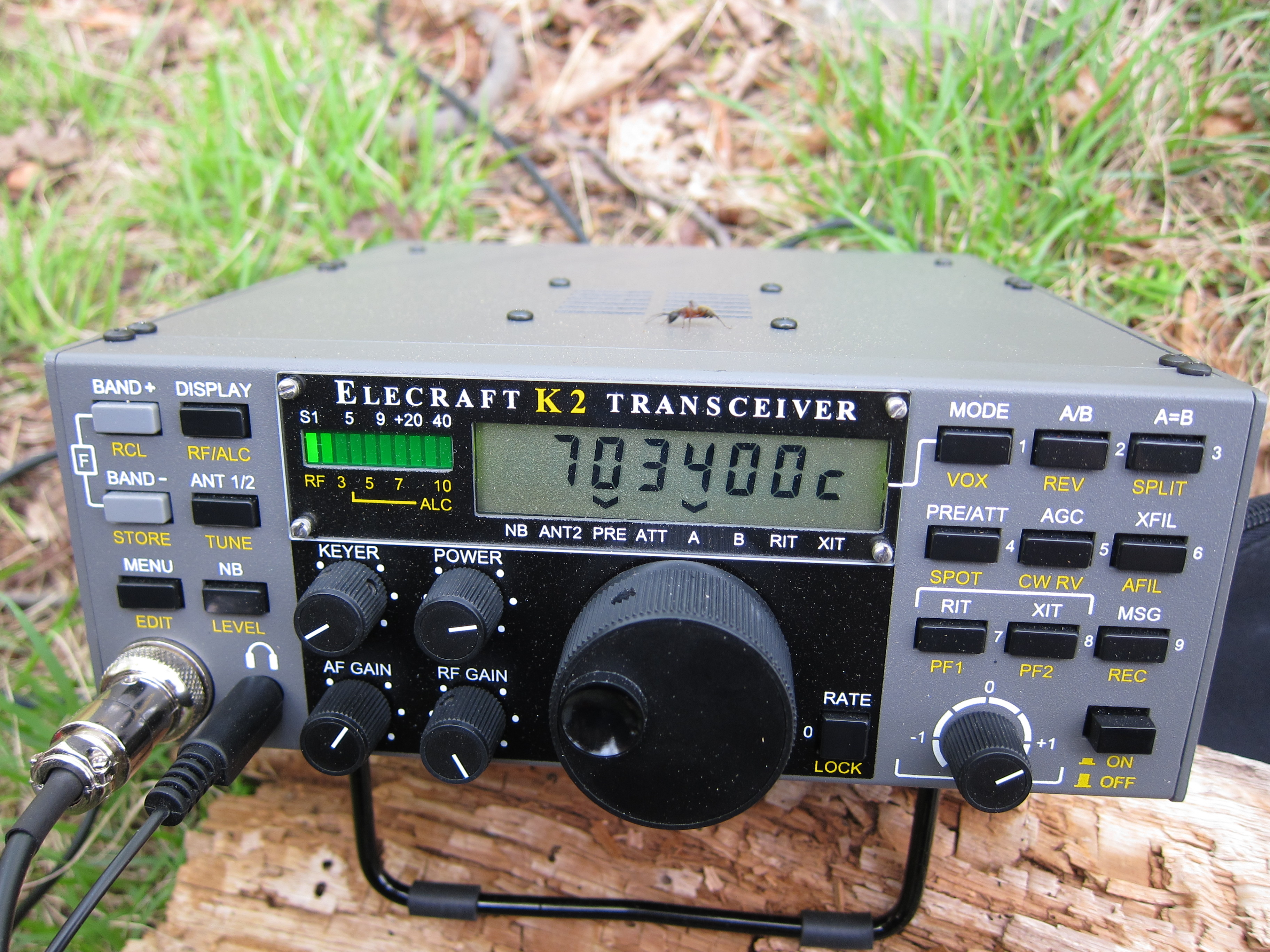
Kurz nach Firmengründung 1998 wurden bereits im Januar 1999 hundert Exemplare des ersten Modells von Elecraft, der Transceiver K2, ausgeliefert.

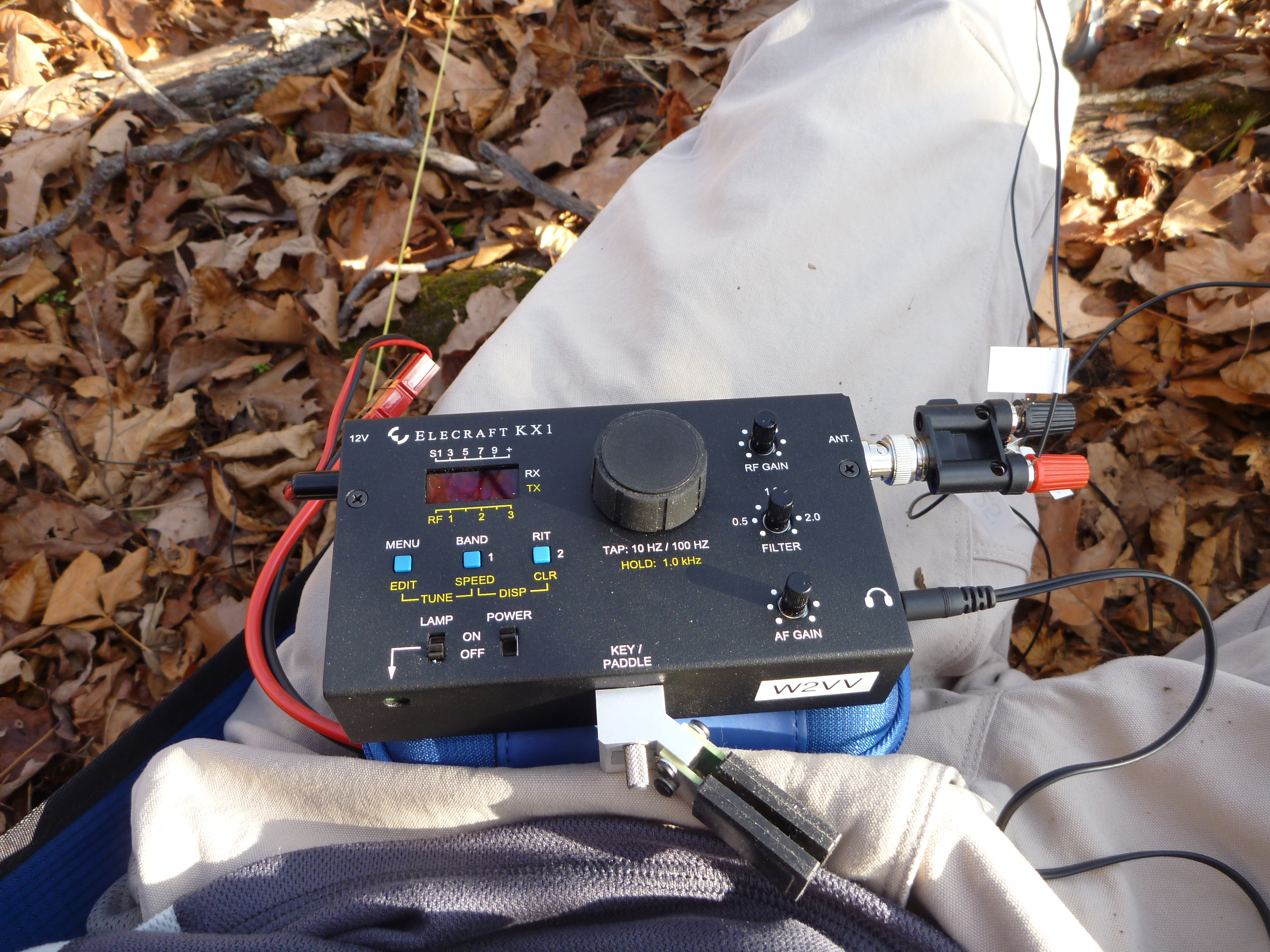
Der KX1, Nachfolger des ursprünglichen K1.

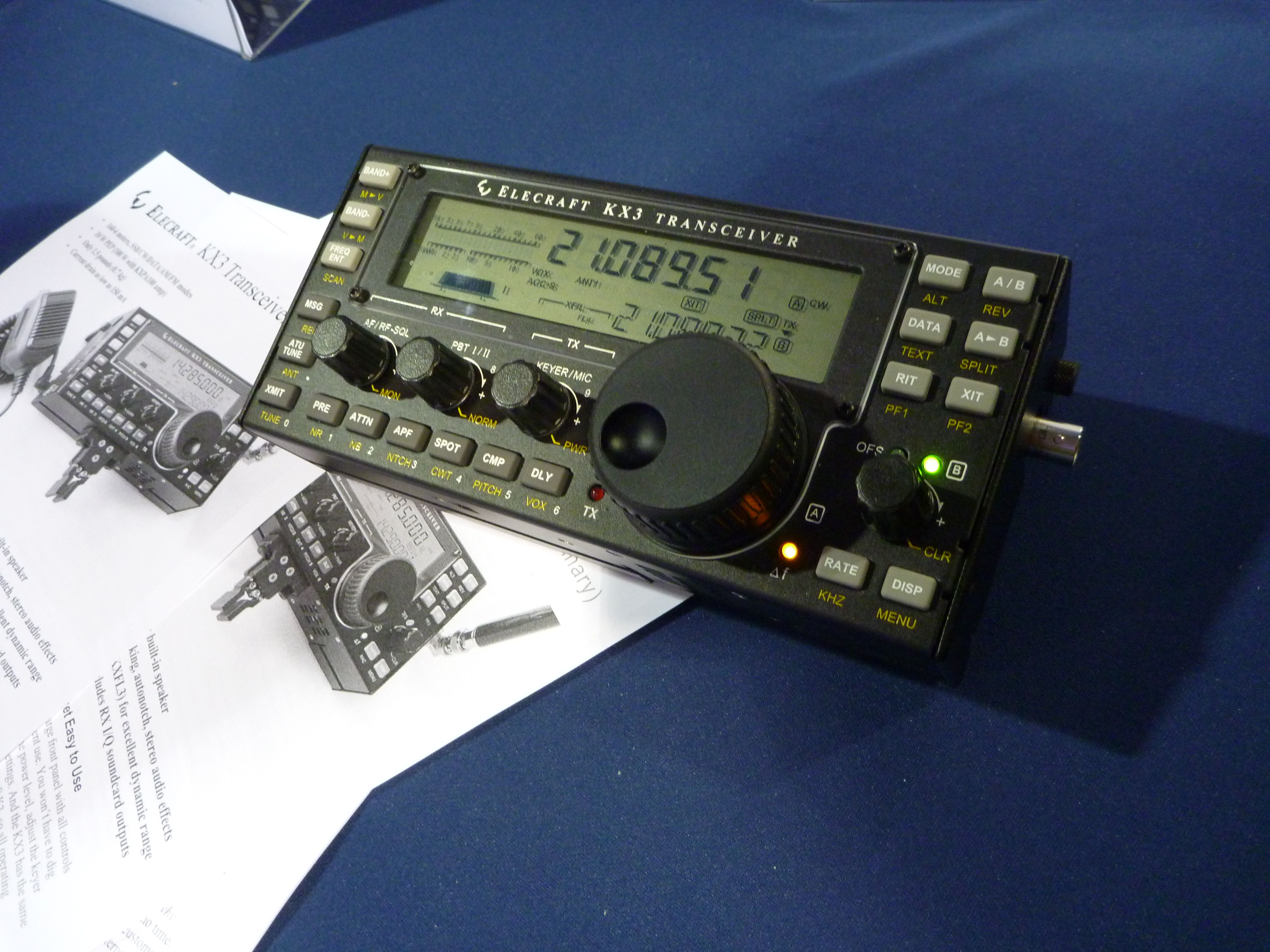
Der Transceiver Elecraft KX3 ist besonders gut für den Portabelbetrieb geeignet.

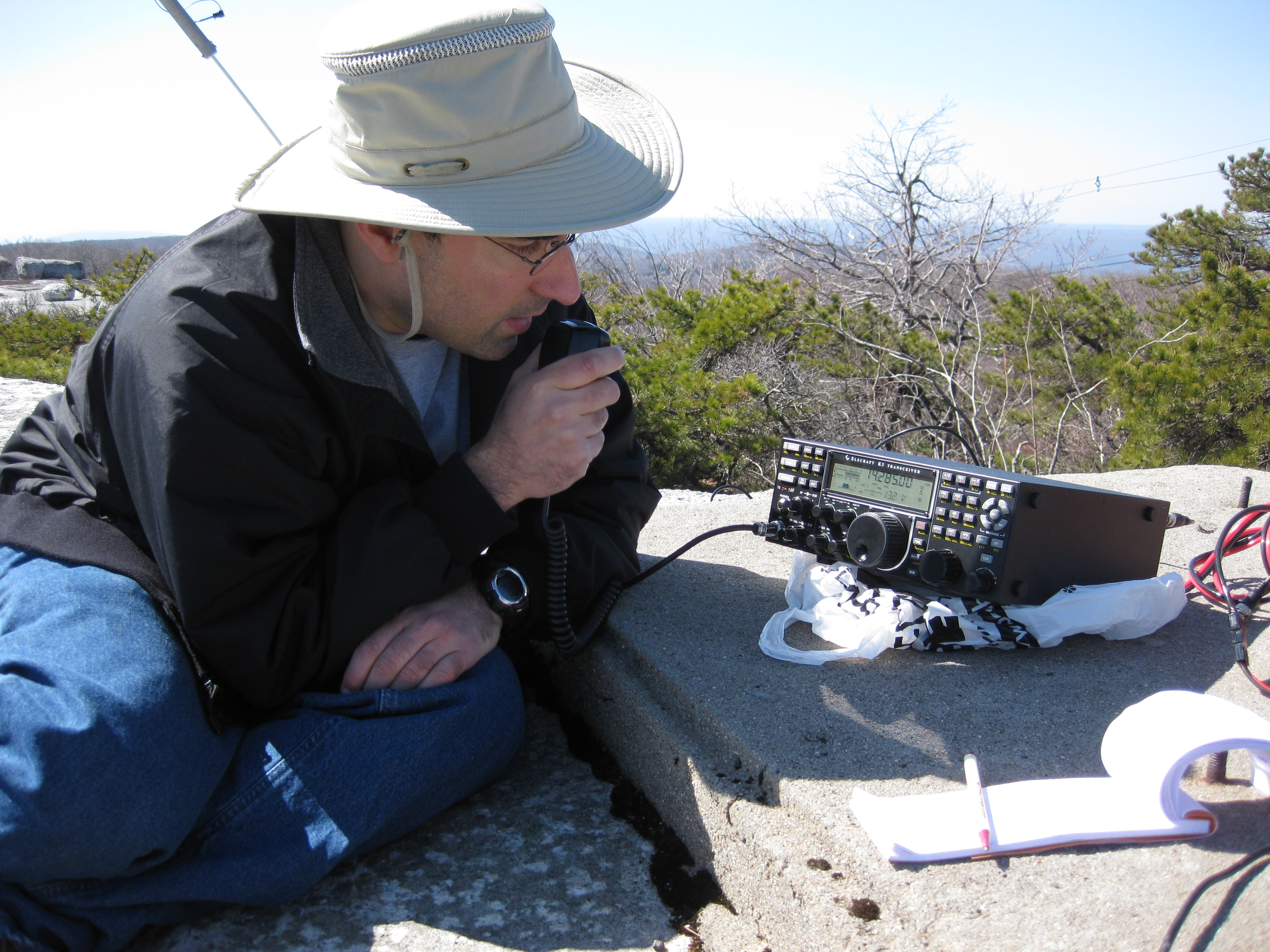
Der eigentlich für den Einsatz im Shack optimierte K3 kann auch draußen verwendet werden.

Elecraft ist ein amerikanischer Hersteller von Amateurfunkgeräten, insbesondere von Transceivern (Sendeempfängern).
Das 1998 von den beiden Funkamateuren Wayne Burdick, N6KR, und Eric Swartz, WA6HHQ, gegründete Unternehmen hat seinen Sitz in Watsonville (Kalifornien), nur wenig südlich des Silicon Valley.

## Produkte
Der Fokus der Firma liegt auf eher kleinen und handlichen Geräten, die sich besonders für den portablen oder mobilen Einsatz eignen. Das erste Modell war der K2, ein Allband-Transceiver für Kurzwelle (HF) und Ultrakurzwelle (VHF). Er ist auch heute noch mit einer Ausgangsleistung von 10 W und 100 W erhältlich.
Die Produkte wurden in zwei Richtungen weiterentwickelt, einerseits in Richtung Portabilität und andererseits in Richtung des Einsatzes als Stationsfunkstelle. Zur ersteren Gruppe gehört das 2001 vorgestellte Modell K1, auf das etwas später der KX1 nachfolgte. Beide sind für den CW-Betrieb (Morsen) vorgesehen und bieten bis zu vier Amateurfunkbänder. Insbesondere QRP-Liebhaber nutzen diese Modelle.
Zu den weiteren Geräten zählen der KX2 und der KX3. Sie basieren auf dem Systemkonzept des Software Defined Radio (SDR) und verwenden digitale Signalprozessoren (DSP). Sie bieten die Möglichkeit, ein Paddle für den erleichterten Morsebetrieb direkt an der Frontplatte anzustecken. Diese kleinen und leichten Modelle haben einen geringen Stromverbrauch und eignen sich für den Outdoor-Einsatz, wie beispielsweise Fielddays, DXpeditionen, SOTA, POTA und so weiter.
Als optionale Ergänzung wird ein Verstärker KXPA100 mit 100 W Ausgangsleistung angeboten. Als Nachfolger des K3 gibt es inzwischen das Modell K4 als Stationsfunkgerät. Darüber hinaus gibt es Leistungsverstärker, wie den KPA500 für 500 W sowie den KPA1500 für 1500 W. Letzterer verfügt außerdem über einen internen Antennentuner (ATU).
Elecraft bietet seine Produkte nicht nur als fertiges Erzeugnis mit fixem Funktionsumfang an, sondern auch als Bausatz (Kit). Dadurch lässt sich nicht nur etwas Geld sparen, sondern durch Zusammenbau des eigenen Funkgeräts wird auch das Verständnis von Technik und Aufbau gefördert.
Sowohl die Fertiggeräte als auch die Bausätze lassen sich den Bedürfnissen des Anwenders anpassen. Einzelne Baugruppen wie automatischer Antennentuner, internes Akku-Ladegerät, Betriebsoptionen für das 2-m- oder 4-m-Band, integriertes Morsepaddle oder Filtergruppen lassen sich als Built-to-Order-Option mit dem Fertiggerät bestellen, ebenso aber auch als Komponenten dem Bausatz hinzufügen oder später ergänzen. Ein Beispiel sind die optionalen Roofing-Filter für den KX3 mit wahlweise 500 Hz oder 1,5 kHz Bandbreite, mit denen sich der Dynamikbereich des Empfangsteils für CW (Morsetelegrafie) beziehungsweise für SSB (Einseitenband) erhöhen lässt.
Externe Baugruppen wie Verstärker zur Anhebung der Sendeleistung oder Panorama-Adapter zur optischen Darstellung des Frequenzbands werden im passenden Gehäuse geliefert und lassen sich mit vorbereiteten Schnittstellen sowohl in der Hardware als auch in der Transceiver-Software schnell in Betrieb nehmen.
Innerhalb des Sortiments korrespondiert die Produktlinie, die eher auf den Stationsbetrieb zielt (K2, K3, K4), mit der Produktlinie (KX2, KX3), die bei jeweils ähnlichem technischem Konzept wie das identisch nummerierte Gegenstück durch eine Integration in kompakte Gehäuse für den Portalbetrieb geeignet ist.

## Rezeption
Die Zeitschrift Funkamateur (FA) schrieb in ihrem Editorial vom Dezember 2012: „… Elecraft setzt mit dem neuen KX3, den wir im FA 1/13 eingehend unter die Lupe nehmen werden, ebenfalls Maßstäbe.“
Sherwood-Engineering listet Elecraft-Transceiver auf den vorderen Rängen in ihrer Messwerte-Tabelle. Zum Zeitpunkt des Abrufs waren drei Elecraft-Geräte unter den ersten 10 und sechs Elecraft-Geräte unter den ersten 20 von insgesamt 151 Plätzen. Hauptkriterium der Messungen ist der Intercept Point dritter Ordnung (IP3), der als Leitwert für den Vergleich der Empfängerqualität dient.
In diversen Amateurfunkmagazinen wird von erfolgreichen Einsätzen von Elecraft-Geräten berichtet, beispielsweise gleich drei Mal bezüglich eines K3-Transceivers mit einer KPA500-Endstufe in einer einzigen Ausgabe (Mai 2020) der Zeitschrift QSP, dem Journal des Österreichischen Versuchssenderverbandes (ÖVSV).
Im Editorial des FA vom Juli 2005 stand: „Dabei haben Firmen wie Elecraft und LDG in den letzten Jahren ein beachtliches Niveau erreicht, an dem sich hiesige Bausatzanbieter messen lassen müssen.“
In einem Baubericht zum Elecraft K2 stellt der Autor fest: „Der phänomenale Erfolg dieses Bausatzes kann aber nicht nur von dem eingebauten Mojo herrühren, es muß doch auch noch andere Gründe geben. […] Was man wollte und wohl auch geschafft hat, ist ein Transceiver, der sich mit modernsten Fertiggeräten messen kann. Kompakt, leicht, niedriger Stromverbrauch, eingebaute Stromversorgung und Antennentuner, schmale Eingangsfilter, variable ZF-Bandbreite […] In vielen Punkten übertrifft der K2 seine Konkurrenten!“
Ebenfalls im FA, und zwar vom Mai 2005, steht: „Diskussionen der Entwickler der DL-QRP-AG mit Besuchern auf der Ham Radio 2004 hatten deutlich gemacht, dass ein großes Interesse an anspruchsvollen Bausätzen besteht. Offensichtlich hat Elecraft hier Maßstäbe gesetzt.“ In die gleiche Richtung zielt ein Bericht zur Hamvention 2006: hier wird Elecraft als „Nischenkönig“ bezeichnet.
Elecraft-Transceiver werden häufig bei DXpeditionen und für SOTA-Aktivitäten eingesetzt.